# Investimento diretto all'estero
L'investimento diretto all'estero (IDE), in inglese foreign direct investment (FDI), è una forma di internazionalizzazione delle imprese. Rappresenta una voce della contabilità nazionale nella quale vengono indicati i trasferimenti di capitale e di tecnologie da un paese all'altro.

## Tassonomia
Si suole distinguere tra:
- Impianto di un nuovo stabilimento in un paese straniero (nella forma "greenfield" se in un'area non precedentemente utilizzata, "brownfield" se frutto di riconversione)
- Fusioni e acquisizioni (mergers and acquisitions) di un'azienda del paese estero

La prima forma porta, a fronte del flusso IDE, un aumento dello stock di capitale del paese fruitore dell'investimento. Lo stesso non può dirsi, almeno nella fase iniziale dell'acquisizione del contro, nel caso delle fusioni e acquisizioni. Per un'analisi degli effetti sullo stock di capitale di questa forma di IDE si dovrà attendere di vedere lo sviluppo della strategia che l'azienda investitrice intende percorrere e che può essere un rafforzamento della sua posizione nel paese o un ridimensionamento della capacità produttiva, soluzioni che, come è facile intuire, hanno effetti opposti sulla dotazione complessiva di risorse del paese ospitante.
Un'ulteriore distinzione è tra IDE orizzontali (ossia in un medesimo settore merceologico) e verticali (se effettuati con integrazioni a monte o a valle)
Secondo il Fondo Monetario Internazionale e l'OCSE si ha un IDE quando l'investitore estero possiede almeno il 10% delle azioni ordinarie, effettuato con l'obiettivo di stabilire un interesse duraturo nel paese, una relazione a lungo termine e una significativa influenza nella gestione dell'impresa.
Si distingue infine tra IDE attivo o in uscita (quando dall'economia domestica si investe in paesi stranieri) e passivo o in entrata (nel caso contrario).
Dato che influenzano l'economia di ciascun paese, gli IDE sono indicatori importanti per il processo di internazionalizzazione. Con la globalizzazione, questa forma di investimento ha avuto un notevole sviluppo.

## Dati
Le fusioni e acquisizioni sono oggi i 3/4 degli IDE. Sono un fenomeno che vede coinvolti sia in entrata che in uscita principalmente i paesi sviluppati; infatti queste nazioni hanno una maggiore capacità di investimento e possono offrire aziende che rispondano maggiormente ai target di partecipazione ricercati.
In generale l'Europa è il maggior fruitore di ogni tipologia di IDE, anche se negli ultimi anni si è assistito ad un rafforzamento della posizione dei paesi in via di sviluppo.
Il picco di IDE si è avuto nel 2000; nel periodo 1995-2005 il loro valore si è sdoppiato